# Пятая Сотня
Пя́тая Со́тня — хутор в Зерноградском районе Ростовской области России.
Входит в состав Большеталовского сельского поселения.

## Население
| 2010 |
| ---- |
| 138  |

## Улицы
На хуторе имеется одна улица: Гвардейская.